# Edateku-jima
Edateku-jima (japanisch 枝手久島) ist eine unbewohnte Insel der Amami-Gruppe. In der lokalen Amami-Sprache, einer der Ryūkyū-Sprachen, wird sie Izatobanare (イザトバナレ) genannt.

## Geographie
Administrativ gehört die Insel zum Dorf Uken-son (宇検村) im Landkreis Ōshima-gun der Präfektur Kagoshima.
Die vor der Südwestküste von Amami-Ōshima gelegene Insel hat eine Fläche von 5,81 km². Die höchste Erhebung der Insel bildet der Eboshi-dake mit einer Höhe von 322 m. Die östlichste Landspitze heißt Akazaki (赤崎, „Rote Landzunge“) und im Norden liegt Togurasaki (トグラ崎, „Kap Togura“).

## Fauna
Edateku-jima ist eine der Inseln, auf denen die als potentiell gefährdet eingestufte Höckernatternart Achalinus werneri verbreitet ist. Zudem kommt der gefährdete Prachthäher vor.